# مجموعة نستو
مجموعة نستو الدولية هي سلسلة متاجر تجزئة متعددة الجنسيات تأسست من قبل مجموعة ويسترن إنترناشيونال. تدير سلسلة من محلات السوبر ماركت ومحلات السوبر ماركت (نيستو هايبر ماركت، مركز نستو)، يقع مقرها في الشارقة في دولة الإمارات العربية المتحدة. 
تأسست المجموعة عام 1999 من قبل كي بي بشير رئيس مجلس إدارة مجموعة ويسترن إنترناشيونال  في الإمارات العربية المتحدة ويقودها المديرون الإداريون صديق بالولاثيل، كي بي جمال، والمديرون كي بي نواس، كي بي نوفل، كي بي فايز. وكي بي أثيف. 
تمتلك الشركة 119 منفذًا  وتدير محلات السوبر ماركت والسوبر ماركت والمتاجر الصغيرة في جميع أنحاء الشرق الأوسط والهند وتوظف أشخاصًا من جنسيات مختلفة.
يقع أكبر هايبر ماركت لمجموعة نستو في ديرة، دبي بمساحة 350,000 قدم مربع. 